# 2013년 전국체육대회
제94회 전국체육대회는 2013년 10월 18일부터 24일까지 대한민국 인천광역시에서 열렸다.
1999년 제80회 이후 14년만에 개최하였다. 당초에는 2012년에 개최할 예정이었으나, 제17회 아시아경기대회 성공적 개최를 위한 사전대회 성격으로 치러졌다. 재외 미국 체육단체가 재참가하였다.

## 개요
- 대회명칭: 제94회 전국체육대회
- 개최기간: 2013년 10월 18일 ~ 2013년 10월 24일
- 개최지: 인천광역시
- 구호: 역동하는 인천에서, 함께 뛰자 세계로!
- 참가인원 : 19,523명
- 종별: 일반부, 대학부, 고등부
- 마스코트 : 아이로

## 종목

### 정식종목
| - 검도 - 골프 - 궁도 - 근대5종 - 농구 - 당구 - 댄스스포츠 - 럭비 - 레슬링 - 롤러 - 배구 - 배드민턴 | - 보디빌딩 - 복싱 - 볼링 - 사격 - 사이클 - 산악 - 세팍타크로 - 소프트볼 - 수영 (경영, 다이빙, 수구) - 스쿼시 - 승마 - 씨름 | - 야구 - 양궁 - 역도 - 요트 - 우슈 - 유도 - 육상 - 정구 - 조정 - 체조 - 축구 - 카누 | - 탁구 - 태권도 - 테니스 - 트라이애슬론 - 펜싱 - 핀수영 - 하키 - 핸드볼 |

### 시범종목
- 수상스키
- 택견

## 종합순위
개최지
| 순위 | 지역           | 점수   | 금  | 은  | 동   | 합계 |
| 1    | 경기도         | 68,660 | 154 | 142 | 134  | 430  |
| 2    | 서울특별시     | 53,749 | 114 | 102 | 110  | 326  |
| 3    | 인천광역시     | 52,902 | 74  | 60  | 117  | 251  |
| 4    | 경상북도       | 46,146 | 70  | 61  | 115  | 246  |
| 5    | 경상남도       | 41,874 | 67  | 73  | 82   | 222  |
| 6    | 부산광역시     | 39,982 | 58  | 79  | 86   | 223  |
| 7    | 충청남도       | 39,722 | 60  | 67  | 94   | 221  |
| 8    | 충청북도       | 33,227 | 39  | 49  | 68   | 156  |
| 9    | 전라북도       | 31,964 | 42  | 50  | 76   | 168  |
| 10   | 강원도         | 31,485 | 47  | 68  | 79   | 194  |
| 11   | 대구광역시     | 29,581 | 37  | 40  | 55   | 132  |
| 12   | 대전광역시     | 28,693 | 43  | 45  | 63   | 151  |
| 13   | 전라남도       | 27,290 | 40  | 48  | 50   | 138  |
| 14   | 광주광역시     | 25,874 | 35  | 44  | 67   | 146  |
| 15   | 울산광역시     | 20,583 | 45  | 18  | 51   | 114  |
| 16   | 제주특별자치도 | 12,312 | 35  | 19  | 41   | 95   |
| 17   | 세종특별자치시 | 4,049  | 2   | 2   | 6    | 10   |
| 총계 | 총계           | 총계   | 962 | 967 | 1294 | 3223 |

### 최우수 선수상
최우수 선수상은 한국체육기자연맹 기자단의 투표로 결정된다.
- 최우수 선수상(MVP) : 박태환 (인천광역시/수영)

- 자유형 200m, 400m, 계영 400m, 800m 등 대회 4관왕 달성